# 尚珀努
尚珀努（法語：Champenoux，法語發音：[ʃɑ̃pənu]）是法国默尔特-摩泽尔省的一个市镇，位于该省南部，属于南锡区。该市镇总面积10.99平方公里，2009年时的人口为1212人。

## 人口
尚珀努人口变化图示